# Шорты (фестиваль)
Фестиваль «Шорты» — международный независимый фестиваль короткометражных фильмов, где в качестве жюри выступают участники фестиваля. За 7 лет в кинофестивале приняло участие более 600 участников из 112 городов 14 стран мира.
Фестиваль проводится в сети Интернет в период с июля по ноябрь в несколько этапов. Итоги подводятся на ежегодной церемонии награждения 7 ноября (г. Тула).

## История создания
Независимый фестиваль коротких фильмов «Шорты» был создан как Интернет-проект в 2010 году режиссёром и продюсером Михаилом Канаевым с целью дать возможность молодым кинематографистам заявить о себе, показать свои творческие проекты большому числу зрителей, а также повысить интерес аудитории к короткометражному кино в России. Шокировав публику своим эпатажным призывом «Снимай Шорты этим летом! (недоступная ссылка)», фестиваль моментально обратил на себя внимание многочисленных СМИ, а благодаря своей современной концепции нашёл большой отклик среди участников и зрителей. Уже в первый год участие в фестивале приняли 60 работ режиссёров из разных городов России и других стран
.

Продюсер фестиваля Михаил Канаев:

«Я думаю, такой резонанс вызван концепцией фестиваля и демократичностью к приёму работ участников: для нас не важно, сняты конкурсные работы на плёнку или сотовый телефон, мы не смотрим, имеет участник профессиональное образование или нет. Важно лишь наличие в работе законченной истории».
В настоящий момент география фестиваля насчитывает порядка ста городов из 14 стран мира. Для популяризации короткометражного кино и привлечения внимания к работам участников кинофестиваля был запущен проект «Шорты в твоём городе».

## «Шорты в твоём городе»

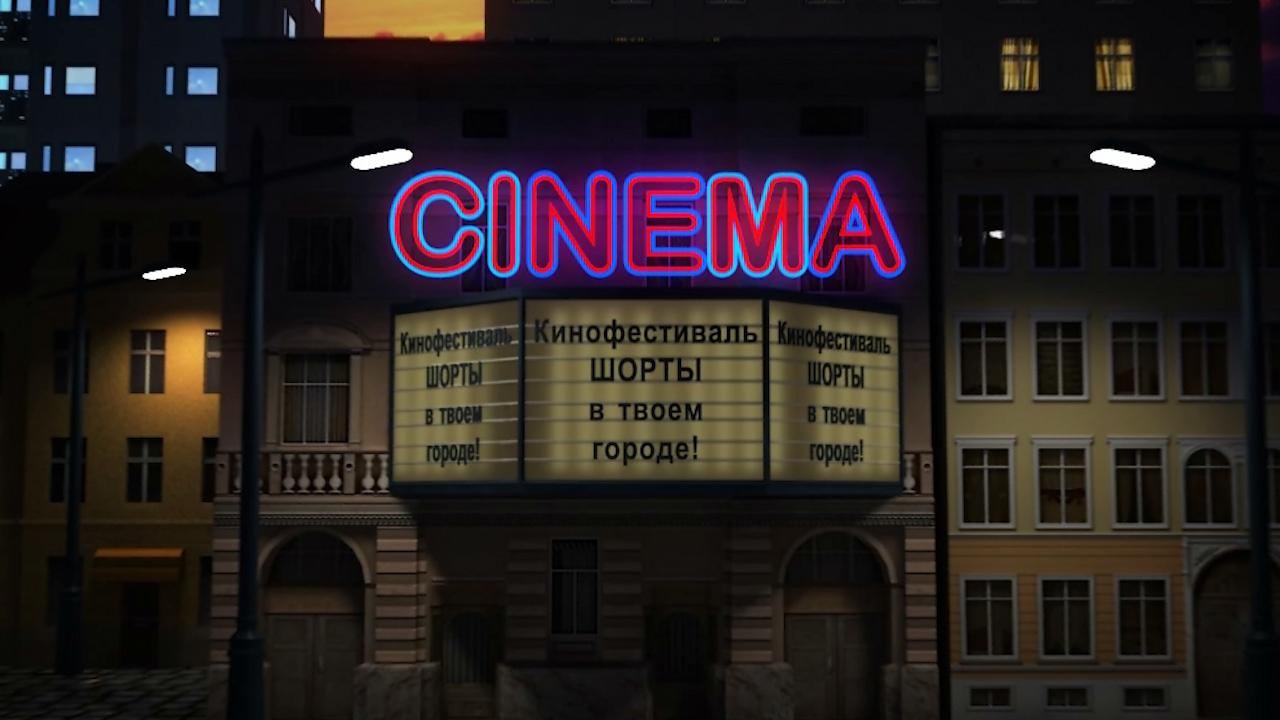
Проект «ШОРТЫ в твоём городе»

«Шорты в твоём городе» — проект, занимающийся организацией показа фильмов-участников фестиваля «Шорты» в различных городах мира.

Координатор проекта «Шорты в твоём городе» Петр Сидоров:

"Проект «Шорты в твоём городе» задуман, чтобы позволить создателям фильмов и зрителям пообщаться между собой «вживую».
Впервые проект стартовал 28 и 29 марта 2012 года в Ростове-на-Дону и в Туле одновременно. В рамках мероприятия был организован телемост для общения и обсуждения работ между зрителями и режиссёрами фильмов, а также велась прямая интернет трансляция самого мероприятия.
Проект начал быстро расти и развиваться. Уже летом «Шорты» побывали на Всероссийском молодёжном форуме Селигер-2012, посетили Калугу и даже отправились за океан: показ был организован в американском городе-курорте Саратога-Спрингс. В октябре 2012 года с проектом «Шорты в твоём городе» познакомились и москвичи. Показ фильмов-участников был организован на территории кинокомпании Амедиа.
В 2013 году «Шорты» продолжили своё путешествовать по стране, посетив такие крупные города как Казань и Калуга, а также побывали на Международном культурном форуме в Ульяновске, проходившем под эгидой Организации Объединённых Наций по вопросам образования, науки и культуры (ЮНЕСКО). По уже сложившейся традиции в октябре показ фильмов-участников прошёл на Амедиа.
В 2014 году география проекта расширилась, включив в себя такие города как Пермь, Самара и Тюмень. Помимо этого, показ фильмов-участников фестиваля был организован на форуме Селигер-2014, в рамках которого также проходил мастер-класс организатора фестиваля Михаила Канаева.
В 2016 году за статуэтку из бронзы на мраморной подставке, выполненную в форме логотипа фестиваля «Шорты» боролись: 96 кинокартин, 9 анимационных фильмов, 13 работ вне конкурса (длительностью более 15 минут) и 17 документальных фильмов от 114 участников из 44 городов 8 стран мира! (Россия, Белоруссия, Казахстан, Канада, США, Франция, Киргизия и Украина).

## Правила

### Этапы фестиваля
- 7 июля — 1 октября приём работ
- 7 октября — 1 ноября голосование
- 7 ноября — показ работ и награждение победителей в рамках торжественной церемонии награждения

### Приём работ на фестиваль
К участию допускаются короткометражные игровые фильмы продолжительностью до 15 минут. Фильмы более пятнадцати минут могут быть представлены во внеконкурсной программе фестиваля. С 2013 года к участию в фестивале также допускаются также документальные фильмы.
Для того чтобы стать участником, необходимо заполнить заявку на официальном сайте фестиваля.
Участником может быть как одно лицо, так и группа лиц (творческая команда). Участник представляет собственные фильмы, соответствующие номинациям фестиваля. Участник может подать работы в каждую из номинаций. Количество работ, поданных одним участником, в одной номинации не должно быть более трёх.
Фильм может быть представлен на любом языке (с субтитрами на русском) или вообще без голосового сопровождения.
Фестиваль «Шорты» является фестивалем художественных фильмов, поэтому работа должна быть создана в художественной форме на основе общего замысла.

### Голосование
Выбор победителей осуществляется путём открытого голосования на сайте фестиваля shortsfilm.com. Главный критерий — количество полученных положительных оценок фильма. Если два и более фильма набирают одинаковое количество оценок, дополнительно учитывается количество просмотров видео. Побеждает тот, у кого меньше просмотров при одинаковом количестве положительных оценок.
Голоса принимаются с аккаунтов социальных сетей «Вконтакте» и «Facebook», что является своеобразным гарантом честности (прозрачности) голосования. Такая система исключает «накрутку» голосов: каждый голос — это реальный человек.
Представитель компании «Юстронг», разработавшей сайт НФКФ «Шорты», Вадим Чувелев:
«Перед нами стояла задача организовать прозрачное голосование на сайте кинофестиваля, и мы решили её, используя возможности популярных социальных сетей».
Интернет-голосование проходит на сайте фестиваля с 7 октября по 1 ноября. 7 ноября проводится торжественная церемония награждения. Традиционно мероприятие проходило в кинотеатре «Albany» (г. Тула), однако пятая юбилейная церемония награждения кинофестиваля прошла в обновлённых стенах Городского Концертного зала. Одновременно в сети Интернет ведётся онлайн-трансляция церемонии награждения. Таким образом, те, кто не смог посетить церемонию, получают возможность следить за происходящим в режиме реального времени.
С 2013 году в «ШОРТАХ» реализуется независимо друг от друга две системы голосования: голосование Участников фестиваля и Зрительское голосование.
Голосование Участников: каждый участник фестиваля «Шорты», когда-либо принимавший участие в фестивале, имеет право проголосовать за фильмы текущего года. Голосование осуществляется в личном электроном кабинете на сайте фестиваля. Пользователь входит в свой аккаунт, используя логин и пароль, полученные при регистрации. Оценки за фильмы выставляются звездочками.
Зрительское голосование: голосование за понравившиеся фильмы производится через аккаунты в социальных сетях Вконтакте и Facebook. Для того чтобы проголосовать — достаточно просто нажать кнопку «Мне нравится». С этого года зрители также могут оценить оригинальность понравившегося саундтрека или постера.

### Номинации фестиваля «Шорты»
В дебютном для фестиваля году (2010) фильмы оценивались по четырём номинациям: «Фильм», «Музыкальный клип», «Анимация», «Ремейк».
С 2011 года номинация «Музыкальный клип» была исключена, и победители определялись в трёх номинациях: «Фильм», «Анимация», «Ремейк». Ещё одна статуэтка вручалась по решению оргкомитета фестиваля самой интересной с их точки зрения работе в любой из существующих номинаций — «Специальный приз».
В 2011 году на фестивале также были учреждены Дипломы, которые вручались первым четырём работам в общем рейтинге (без разделения на номинации), набравшим максимальное (наибольшее) количество голосов. Работы-призёры фестиваля при составлении данного рейтинга не учитываются.
В 2012 году список номинаций фестиваля «ШОРТЫ» пополнился четырьмя новыми: «Позитивный фильм», «Операторская работа», «Оригинальный саундтрек» и «Лучший фильм». При этом традиционные номинации: «Фильм», «Анимация», «Ремейк» сохранились.
С 2013 года список номинаций был расширен. Введённые в предыдущем году номинации «Операторская работа» и «Оригинальный саундтрек» сохранились, а к уже традиционным «Фильм», «Анимация» добавились: «Актёрская работа», «Трейлер/Тизер» и «Постер».

## Приз фестиваля «Шорты»
В 2010 году призом фестиваля стали раритетные советские кинокамеры 1960-х годов, помещённые на специальные подставки с нанесённым на них методом лазерной гравировки логотипом фестиваля.
В 2011 и 2012 годах — статуэтка из бронзы на мраморной подставке, выполненная в форме логотипа фестиваля «Шорты».
Вес бронзовой части 800 г.
Вес мраморной подставки 300 г.
Вес всего приза 1100 г.
Размер бронзовой части 79*69*24мм
Размер мраморной части 65*65*32мм
Высота приза на подставке 130 мм.
Каждый приз изготавливается вручную. Проходит 5 этапов шлифовки, после окончания которых покрывается уникальным составом, сохраняющим блеск и предотвращающим окисление металла.
С 2013 года бронзовый приз вручается фильмам, победившим по итогам голосования участников. Победителей зрительского голосования награждают специальным стеклянным призом в виде логотипа фестиваля «Шорты».